# Cirfontaines-en-Ornois
Cirfontaines-en-Ornois è un comune francese di 84 abitanti situato nel dipartimento dell'Alta Marna nella regione del Grand Est.

## Società

### Evoluzione demografica
Abitanti censiti